# バラタ (ジャイナ教)

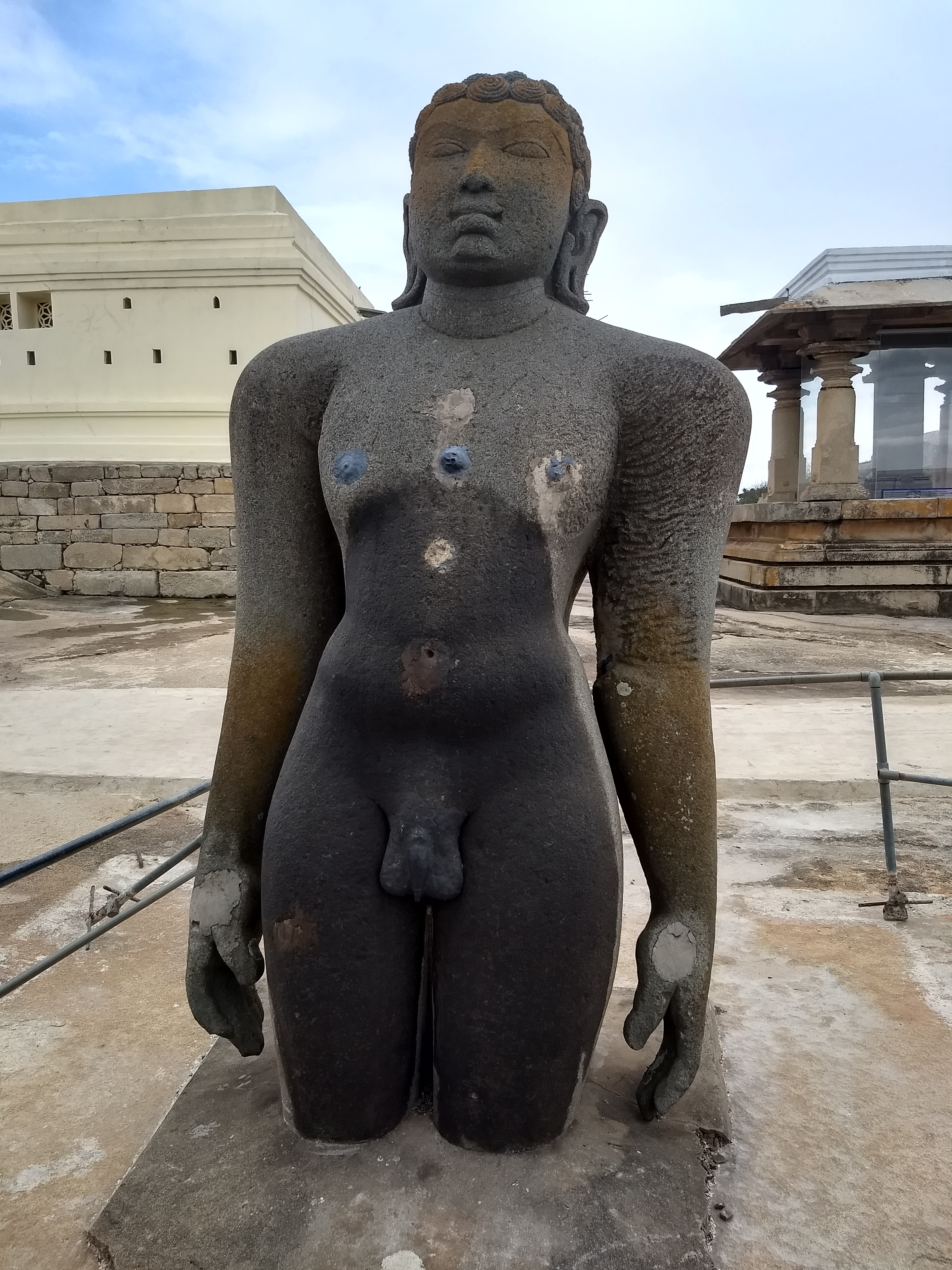
シュラバナベラゴラのチャンドラギリにあるバラタの像

バラタ（サンスクリット: भरत Bharata）は、ジャイナ教の最初のティールタンカラであるリシャバの子で、最初の転輪王（プラークリット: cakkavattī）になったと伝えられる。世界（インド亜大陸）全体を支配したという点では『マハーバーラタ』に登場するバラタ族の始祖のバラタと共通するが、出身に関する伝説はまったく異なっている。

## 概要
ジャイナ教の文献であるジナセーナ『アーディ・プラーナ』やヘーマチャンドラ『トリシャシュティ・シャラーカー・プルシャ・チャリタ』（63偉人伝）などによれば、最初のティールタンカラであるリシャバは出家する前にスマンガラーと結婚してバラタを生んだ。またスナンダーを妻としてバーフバリを生んだ。バラタとバーフバリは土地を争い、力くらべによって勝負を決することになった。バーフバリが勝ったが、富や力への欲から兄を侮辱したことを後悔したバーフバリは世を捨てて出家した。このためにバラタがインド全体を支配することになり、最初の転輪王となった。
リシャバの子のバラタの伝承はプラーナ文献の一部にも記されている。たとえば『ヴィシュヌ・プラーナ』の第2巻によると、リシャバは王であったが、裸の出家者となった。リシャバには100人の子があったが、長男のバラタが継承者となり、バラタの子孫たちがインド各地の王となったためにインドはバーラタヴァルシャと呼ばれるようになったとする。